# Hermann Irving Schlesinger
Hermann Irving Schlesinger (11 de octubre de 1882 – 3 de octubre de 1960) fue un químico inorgánico estadounidense, conocido por su trabajo sobre la química del boro. 

## Biografía
Schlesinger estudió química en la universidad de Chicago de 1900 a 1905, y posteriormente obtuvo un doctorado por su trabajo con Julius Stieglitz. durante los siguientes dos años, trabajó con Walther Nernst en la universidad de Berlín; con Johannes Thiele en la universidad de Estrasburgo y con John Jacob Abel en universidad Johns Hopkins .
De 1907 a 1960 fue profesor del departamento de química de la universidad de Chicago, pasando por los rangos entre instructor hasta llegar a profesor en 1922.  Fue el responsable del departamento ente 1922-1946 y se retiró finalmente en 1949.
Junto a Herbert C. Brown descubrió el borohidruro de sodio en 1940. Ambos participaron en el posterior desarrollo de la química de los borohidruros.
Schlesinger fue homenajeado por la Academia Nacional de Ciencias y recibió la medalla Priestley, el honor más alto de la Sociedad Química Estadounidense.